# هيراكاوا (آوموري)
هيراكاوا مدينة تقع ضمن محافظة آوموري في اليابان، تأسست في 1/1/2006، بلغ عدد تعداد سكانها في 1 يناير – 2008 حوالي 34638 مساحتها الإجمالية حوالي 345.81 كم٢ لتصبح كثافة سكانها 100 نسمة لكل كيلو متر مربع.

## المناخ
يظهر الجدول التالي التغييرات المناخية على مدار السنة لهيراكاوا:
| البيانات المناخية لـهيراكاوا           | البيانات المناخية لـهيراكاوا | البيانات المناخية لـهيراكاوا | البيانات المناخية لـهيراكاوا | البيانات المناخية لـهيراكاوا | البيانات المناخية لـهيراكاوا | البيانات المناخية لـهيراكاوا | البيانات المناخية لـهيراكاوا | البيانات المناخية لـهيراكاوا | البيانات المناخية لـهيراكاوا | البيانات المناخية لـهيراكاوا | البيانات المناخية لـهيراكاوا | البيانات المناخية لـهيراكاوا | البيانات المناخية لـهيراكاوا |
| الشهر                                  | يناير                        | فبراير                       | مارس                         | أبريل                        | مايو                         | يونيو                        | يوليو                        | أغسطس                        | سبتمبر                       | أكتوبر                       | نوفمبر                       | ديسمبر                       | المعدل السنوي                |
| -------------------------------------- | ---------------------------- | ---------------------------- | ---------------------------- | ---------------------------- | ---------------------------- | ---------------------------- | ---------------------------- | ---------------------------- | ---------------------------- | ---------------------------- | ---------------------------- | ---------------------------- | ---------------------------- |
| متوسط درجة الحرارة الكبرى °م (°ف)      | 0.5 (32.9)                   | 1.5 (34.7)                   | 5.6 (42.1)                   | 13.8 (56.8)                  | 19.4 (66.9)                  | 23.5 (74.3)                  | 26.6 (79.9)                  | 28.5 (83.3)                  | 23.8 (74.8)                  | 17.4 (63.3)                  | 9.9 (49.8)                   | 3.3 (37.9)                   | 14.4 (57.9)                  |
| المتوسط اليومي °م (°ف)                 | −3.0 (26.6)                  | −2.5 (27.5)                  | 0.9 (33.6)                   | 7.6 (45.7)                   | 13.3 (55.9)                  | 17.6 (63.7)                  | 21.4 (70.5)                  | 22.9 (73.2)                  | 18.1 (64.6)                  | 11.4 (52.5)                  | 5.0 (41.0)                   | −0.3 (31.5)                  | 9.4 (48.9)                   |
| متوسط درجة الحرارة الصغرى °م (°ف)      | −6.7 (19.9)                  | −6.6 (20.1)                  | −3.5 (25.7)                  | 2.1 (35.8)                   | 7.6 (45.7)                   | 12.6 (54.7)                  | 17.2 (63.0)                  | 18.5 (65.3)                  | 13.3 (55.9)                  | 6.5 (43.7)                   | 0.8 (33.4)                   | −3.7 (25.3)                  | 4.8 (40.6)                   |
| أدنى درجة حرارة °م (°ف)                | −16.6 (2.1)                  | −15.2 (4.6)                  | −13.5 (7.7)                  | −8.4 (16.9)                  | −1.2 (29.8)                  | 1.4 (34.5)                   | 7.9 (46.2)                   | 9.1 (48.4)                   | 3.6 (38.5)                   | −1.9 (28.6)                  | −8.0 (17.6)                  | −15.2 (4.6)                  | −16.6 (2.1)                  |
| المصدر: وكالة الأرصاد الجوية اليابانية |                              |                              |                              |                              |                              |                              |                              |                              |                              |                              |                              |                              |                              |